# 冨田多嘉子
冨田 多嘉子（とみた たかこ、1936年2月5日 - 2020年4月4日）は、日本の薬学者・環境学者（生物薬学・生物環境学）、教育者。位階は従四位。学位は薬学博士（大阪大学・1969年）。静岡県立大学名誉教授。「冨」は「富」の異体字のため、富田 多嘉子（とみた たかこ）と表記されることもある。
静岡薬科大学薬学部助教授、静岡県立大学薬学部教授、静岡県立大学大学院生活健康科学研究科教授、静岡英和女学院高等学校校長、学校法人静岡英和女学院理事長、静岡県公立大学法人監事などを歴任した。

## 概要
大阪府出身の生物薬学を専攻する薬学者であり、生物環境学を専攻する環境学者でもある。小児の動脈硬化に関する研究や、内分泌攪乱化学物質の研究などで知られている。アイオワ州立大学、ニューヨーク州立大学で研究に従事し、静岡薬科大学、静岡県立大学にて教鞭を執った。静岡県立大学退職後は静岡英和女学院高等学校で校長を務め、さらには静岡英和女学院の理事長に就任するなど、教育者として活動した。なお、静岡薬科大学は静岡女子薬学校を源流としており、のちに静岡女子大学や静岡女子短期大学と統合されるなど、静岡県において女性の高等教育に大きな足跡を残した大学である。一方、静岡英和女学院高等学校の源流となる静岡女学校は、静岡県で初めて設置された女学校として、女性の中等教育の礎となったことで知られる。したがって、その生涯を通じて、静岡県の女性に対する教育に深くかかわってきたと言える。

## 来歴

### 生い立ち
大阪府にて生まれた。国が設置・運営する大阪大学の大学院に進学し、薬学研究科に在籍した。1962年（昭和37年）3月まで博士課程で学んだ。なお、後年になって「Myo-Inositol欠乏Saccharomyces carlsbergensisの代謝異常」と題した博士論文を執筆した。その結果、大阪大学より1969年（昭和44年）11月29日に薬学博士の学位を授与された。

### 薬学者として
大学院を終えるとアメリカ合衆国に渡り、1962年（昭和37年）12月にアイオワ州立大学の研究員となった。1965年（昭和40年）1月からは、ニューヨーク州立大学の研究員となった。
帰国後、静岡県により設置・運営される静岡薬科大学に採用され、1967年（昭和42年）10月に薬学部の助手として着任した。薬学部においては薬理学教室に携わっていた。1968年（昭和43年）3月まで助手として勤務し、同年4月に薬学部の講師に昇任した。1977年（昭和52年）3月まで講師を務め、同年4月に薬学部の助教授に昇任した。学内においては、実験動物センターにておよそ20年間にわたりセンター長を兼務するなど、要職を歴任した。
その後、静岡薬科大学は、静岡女子大学、静岡女子短期大学と統合されることになった。それに伴い、1989年（平成元年）3月までは静岡薬科大学薬学部の助教授を本務とし、同年4月からは新たに発足した静岡県立大学の薬学部の助教授が本務となった。1990年（平成2年）3月まで助教授を務め、同年4月に薬学部の教授に昇任した。その後、大学院の生活健康科学研究科に異動して大学院生の指導にあたるとともに、環境科学研究所の教授として研究に従事し、生体機能学研究室を主宰した。学内においては、1999年（平成11年）から2年間にわたり評議員を務めた。
2001年（平成13年）3月まで教授を務め、定年退職した。主宰していた生体機能学研究室は、食品栄養科学部から異動した下位香代子が引き継ぐことになった。同年5月25日に開催された静岡県立大学評議会にて、これまでの功績により名誉教授の称号が贈られることになった。

### 教育者として
静岡県立大学を退職してからは、高等教育の世界から一転して中等教育の世界に身を投じた。2001年（平成13年）4月、静岡英和女学院が設置・運営する静岡英和女学院中学校と静岡英和女学院高等学校にてそれぞれ校長に就任した。また、同年4月より、静岡英和女学院の理事や評議員を務めた。その後、静岡英和女学院の理事長に就任した。
そのほか、古巣である静岡県立大学が県と同名の公立大学法人に移管されることになると、2007年（平成19年）4月1日よりその公立大学法人にて監事を非常勤で務めた。また、静岡県選挙管理委員会では委員長を務めた。2012年（平成24年）には、選挙管理事務功労、および、教育研究功労により瑞宝章を授与された。2020年（令和2年）4月4日、乳癌のため、84歳で死去した。同日、従四位に叙された。葬儀は日本福音ルーテル静岡教会ひかり礼拝所にて営まれた。

## 研究
専門は薬学であり、特に生物薬学に関する分野の研究に従事した。また、生物環境学など、環境学に関連する分野の研究にも従事していた。
静岡県により設置・運営される静岡県立こども病院と共同で、小児からの動脈硬化の予防に関する研究を起ち上げたことで知られている。のちに世界保健機関の会議に招かれ、静岡県における研究成果を報告した。また、内分泌攪乱化学物質の研究も知られている。当初は低密度リポ蛋白質と血管内皮の機能に関する研究や、動脈硬化と女性ホルモンに関する研究に取り組んでいたが、それが内分泌攪乱化学物質の研究に発展した。のちに科学技術庁の内分泌かく乱化学物質研究班に参画し、脳の性分化に対する内分泌攪乱化学物質の影響について研究した。

## 人物
姓は「冨田」であり、叙位時の『官報』にもそのように記載されているが、「冨」は「富」の異体字のため、「富田」と表記される場合もある。

## 家族・親族
- 冨田勲（夫）[4]

## 略歴
- 1962年 - アイオワ州立大学研究員[3]。
- 1965年 - ニューヨーク州立大学研究員[3]。
- 1967年 - 静岡薬科大学薬学部助手[3]。
- 1968年 - 静岡薬科大学薬学部講師[3]。
- 1977年 - 静岡薬科大学薬学部助教授[3]。
- 1989年 - 静岡県立大学薬学部助教授[3]。
- 1990年 - 静岡県立大学薬学部教授[3]。
- 1999年 - 静岡県立大学評議員[2]。
- 2001年 - 静岡県立大学定年退職[4]。
- 2001年 - 静岡英和女学院中学校校長[3]。
- 2001年 - 静岡英和女学院高等学校校長[3]。
- 2001年 - 静岡英和女学院理事[3]。
- 2001年 - 静岡英和女学院評議員[3]。
- 2001年 - 静岡県立大学名誉教授[2]。
- 2007年 - 静岡県監事[8]。
- 2020年 - 死去[4]。

## 栄典
- 2012年 - 瑞宝小綬章[4][1]。
- 2020年 - 従四位[10]。

### 註釈
1. ↑  大阪大学は、2004年に国から国立大学法人大阪大学に移管された。
2. ↑  静岡薬科大学は、静岡女子大学、静岡女子短期大学と統合され、1987年に静岡県立大学が設置された。
3. ↑  静岡県立大学大学院生活健康科学研究科は、薬学研究科と統合・再編され、2012年に薬学研究院、食品栄養環境科学研究院、薬食生命科学総合学府が設置された。
4. ↑  静岡県立大学環境科学研究所は発展的に改組され、2014年に食品栄養科学部環境生命科学科、大学院食品栄養環境科学研究院附属食品環境研究センターが設置された。
5. ↑  学校法人静岡英和女学院は、2016年に学校法人静岡英和学院に改組された。
6. ↑  静岡県立こども病院は、2009年に静岡県から地方独立行政法人静岡県立病院機構に移管された。